# Artcore
L'artcore est un terme générique recouvrant plusieurs sous-genres musicaux de l'IDM (jungle, drum and bass, breakbeat) et de la techno hardcore. Le terme a toujours été ambigu parmi les auditeurs et critiques, et n'a jamais été précisément expliqué par la presse spécialisée.

## Histoire
Le terme d'artcore a parfois été mentionné dans les ouvrages académiques, mais très peu expliqué de manière concrète. Sa première utilisation en musique remonte à 1981 avec la sortie de la compilation allemande de punk rock H'Artcore, uniquement en tant que titre et non en tant que définition d'un genre musical. Dans la même lignée, la première édition d'un fanzine punk nommé Artcore traitant de la scène punk hardcore, est publié en 1986. 
Le terme est ensuite revendiqué depuis 1992 par Jürgen Kausemann qui a publié des morceaux du genre hip-hop, jazz, soul, europop et rock. Par la suite, ce terme est utilisé dès 1993 par Patrick van Kerckhoven, propriétaire du label Ruffneck Records, pour décrire son style musical, sous-genre de la techno hardcore. Cependant, il semblerait que van Kerckhoven l'ait uniquement utilisé pour décrire sa qualité de production, et non le genre qu'il a produit. Ruffneck Records fait faillite en 1997 en parallèle au déclin de la scène gabber et le genre artcore qu'il a créé s'estompe. Les termes darkcore, qui était un sous-genre de la jungle avant de se développer en drum and bass, et artcore trouvent tous deux leur origine lexicale dans le mouvement techno hardcore. Ces termes font tous deux référence au son, mais le darkcore a ensuite été renommé en doomcore, tandis que le terme artcore est resté. Dans ce domaine précis, l'artcore et l'ardcore, qui est une forme vernaculaire du mot hardcore, ne doivent pas être confondus.
Le critique musical Simon Reynolds qui introduit l'artcore en tant que terme générique d'un genre musical dans un article publié au magazine britannique The Wire en septembre 1994, soit six mois avant la sortie des compilations du label React qui revendiquaient également ce terme. Dès lors, artcore sera utilisé par quelques journalistes pour définir principalement un genre plus évolué de la jungle britannique. Cependant, pour Reynolds, les auditeurs préféreront utiliser le terme d'« intelligent » plutôt que artcore.
Dans les années 1990 et début des années 2000, le terme d'artcore se scinde pour former deux groupes terminologiques : l'artcore britannique, et l'art japonais. L'artcore (アートコア, aatokoa) fait référence à un sous-genre du J-core (lui aussi sous-genre japonais de la techno hardcore) ou par extension du J-electro. Intronisé pour la première fois en 2002, le terme artcore est un jeu de mots entre « art » et « hardcore ». Ce sous-genre se focalise sur des instruments de musique classique comme le piano sur fond de percussions impactantes dérivées de la drum and bass. Il s'agirait d'une mutation de l'artcore britannique du début des années 2000 qui sera ensuite perçue comme un genre musical typique des jeux de rythme.